# Рачински-Спиваков, Юлия
Юлия Рачински-Спиваков (ивр. יוליה רצ'ינסקי-ספיבקוב‎, род. 20 октября 1983 года в Киеве, Украинская ССР, СССР) — израильский дипломат, востоковед, временная поверенная в делах Израиля в Беларуси в 2015—2016 годах; полномочный министр, заместитель главы дипломатической миссии Израиля в России с августа 2023 года.

## Биография

### Образование
Юлия Рачински-Спиваков получила степень бакалавра по ближневосточным исследованиям и политологии в Университете имени Бен-Гуриона. Затем она продолжила учёбу и получила степень магистра по ближневосточным исследованиям и исламоведению в Еврейском университете Иерусалима, который окончила в 2010 году с отличием. В 2024 году на базе МГИМО защитила кандидатскую диссертацию (PhD), посвященную гражданскому обществу в Юго-Восточной Азии . Владеет пятью языками: ивритом, английским, русским, французским и немецким.

### Карьера
Рачински-Спиваков поступила на работу в Министерство иностранных дел Израиля в 2011 году в качестве аналитика отдела политического планирования. Работая на данной позиции, дипломат была частью команды, которая формулирует внешнюю политику Израиля и предоставляет стратегические рекомендации лицам, принимающим решения.
В 2014 году она присоединилась к программе подготовки кадетов Министерства иностранных дел Израиля. Сразу после окончания учебного курса заняла свою первую дипломатическую должность Временного поверенного в делах Израиля в Минске, Беларусь. Занимая должность, дипломат сопровождала дело задержанного в Республике Беларусь российско-израильского блогера Александра Лапшина.
В октябре 2017 года Рачински-Спиваков была назначена заместителем главы миссии в посольстве Израиля в Маниле, Филиппины, где она проработала три года.
В 2020—2022 годах занимала пост заместителя директора по вопросам развития экономического сотрудничества департамента Центральной Азии, Кавказа и среднеазиатского региона Министерства иностранных дел Израиля. На данной должности дипломат занималась координацией работы экономических межправительственных комиссий с Россией, Азербайджаном и странами Центральной Азии.
Занимала должность дипломатического советника министра туризма Израиля при 36-м и 37-м правительствах государства Израиль. На данной должности дипломат также прилагала усилия для урегулирования кризиса еврейских беженцев из Украины весной 2022 года.
С августа 2023 года занимает должность заместителя главы дипломатического представительства Израиля в России в ранге полномочного министра. Уполномочена Министерством иностранных дел Израиля координировать совместные усилия Израиля и России по освобождению заложников ХАМАС. В частности, при содействии дипломата состоялись два визита в Москву семей заложников, удерживаемых в Газе, в ноябре 2023 и июне 2024 годов. К июлю 2024 года в результате совместных усилий были освобождены пятеро заложников, имеющих российское гражданство или родственников, являющихся гражданами России.

### Военная служба
Во время прохождения военной службы Рачински-Спиваков имела звание капитана Армии обороны Израиля. С 2005 по 2011 год она работала в ЦАХАЛ в качестве офицера в одном[где?] из исследовательских подразделений.

## Семейное положение
Замужем, в браке воспитывает трёх детей.

## Публикации
- Рачинская-Спивакова Ю. О. Человекоориентированная АСЕАН: примеры взаимодействия с транснациональными общественными организациями / Ю. О. Рачинская-Спивакова // Юго-Восточная Азия: актуальные проблемы развития. — 2023. — Т. 2. — № 2(59). — С. 45-56.
- Рачинская-Спивакова Ю. О. Итоги правления Дутерте на Филиппинах: достижения во внутренней политике и взаимодействие с гражданским обществом / Ю. О. Рачинская-Спивакова // Юго-Восточная Азия: актуальные проблемы развития. — 2022. — Т. 2. — № 2(55). — С. 171—183.
- Рачинская-Спивакова Ю. О. Сферы эффективного взаимодействия АСЕАН с гражданским обществом Юго-Восточной Азии / Ю. О. Рачинская-Спивакова // Вестник Балтийского федерального университета им. И. Канта. Серия: Гуманитарные и общественные науки. — 2021. — № 2. — С. 91-98.
- Rachinsky‐Spivakov Y. The role of civil society in the Lower Mekong Region in environmental decision‐making: Water management and forestry issues //Asian Politics & Policy.- 2022. — V. 14. — №. 2. — pp. 264—276.